# Gottfried Rudolf von Ditmar
Gottfried Rudolf von Ditmar, seit 1753 Gottfried Freiherr von Ditmar, (* Februar 1716 in Schlagsdorf; † 17. Januar 1795 in Schwerin) war Geheimrat in Mecklenburg-Schwerin.:38

## Leben
Er wurde als Sohn des Pastors Balthasar Adolf Ditmar († 1730) in Schlagsdorf bei Ratzeburg geboren. Nach dem Studium der Rechtswissenschaft wurde er zunächst Justiziar des Grafen von Rantzau zu Bramstedt um dann in die Dienste des Herzogs von Mecklenburg-Schwerin, Carl Leopold, zu treten. 1740 wurde er hier Kanzlist, 1741 geheimer Sekretär und 1745 Kanzleirat. Unter Christian Ludwig wurde er 1747 Regierungsrat, 1750 Vizekanzler und 1752 Wirklicher Geheimer Rath. Nach einer erfolgreichen Mission in Wien, in der er die Interessen des Herzogs gegen die vereinten Landstände vor der Hofkommission vertreten hatte, wurde er 1753 in den Freiherrenstand erhoben.
Nach seiner Rückkehr wirkte er an der Erarbeitung des Landesgrundgesetzlicher Erbvergleiches mit, als dessen eigentlicher Schöpfer er bezeichnet wird. Nach seiner Entlassung 1762 wurde er zum Reichshofrat in Wien ernannt. Dieses Amt musste er aufgrund Vermögensverfalls nach kurzer Zeit wieder aufgeben.:39Nach seiner Rückkehr nach Schwerin blieb er bis zu seinem Tod Rat des Herzoges Friedrich Franz. Seine private Bibliothek gilt als Grundstock der Landesbibliothek Mecklenburg-Vorpommern.